# كيوكو أساكورا
كيوكو أساكورا (باليابانية: 朝倉響子؛ بالكانا: あさくら きょうこ) هي نحّاتة يابانية، ولدت في 9 ديسمبر 1925 في طوكيو في اليابان، وتوفيت في 30 مايو 2016.